# Zachery Peacock
Zachery Xavier Peacock (* 13. Oktober 1987 in Miami, Florida) ist ein US-amerikanischer Basketballspieler. Peacock spielte nach dem Ende seines Studiums in seinem Heimatland als Profi zunächst drei Jahre in der deutschen Basketball-Bundesliga für die Gießen 46ers, Eisbären Bremerhaven sowie die Fraport Skyliners aus Frankfurt am Main. Seither ist er bis auf eine kurze Unterbrechung professionell in Frankreich aktiv, wo er bereits zweimal mit seinen jeweiligen Klubs die Meisterschaft der zweithöchsten Spielklasse LNB Pro B erreichen konnte.

## Karriere
Peacock wechselte 2006 von der Norland High School in seiner Heimatstadt zum Studium an das Georgia Institute of Technology, wo er für das Hochschulteam Yellow Jackets in der Atlantic Coast Conference (ACC) der NCAA spielte. Nachdem sich die Yellow Jackets während Peacocks Spielzeit bereits in seinem Freshman-Jahr 2007 einmal bei einer Erstrundenniederlage gegen die Runnin’ Rebels der UNLV für die landesweite Endrunde qualifiziert hatten, kamen sie 2010 in Peacocks Abschlussjahr nach einer Finalniederlage gegen die Blue Devils der Duke University als Vizemeister des ACC Tournament erneut in die NCAA-Endrunde. Nach einem Auftaktsieg als zehntgesetzte Mannschaft schied man in der zweiten Runde gegen die Buckeyes der Ohio State University aus. Peacock selbst hatte in seinem Abschlussjahr als Senior seinen Platz in der Starting Five verloren, den er als Junior noch innehatte. Er galt aber als viertbester Scorer des Teams mit 9,1 Punkten im Schnitt als einer der besten Einwechselspieler der ACC. Damit war jedoch nicht zu erwarten, dass er in der NBA-Draft 2010 der am höchsten dotierten US-Profiliga NBA ausgewählt wurde; wenigstens bekam er noch eine Einladung für die NBA Summer League 2010 im Trikot der Miami Heat, doch für einen Vertrag im Saisonkader eines NBA-Vereins reichte es nicht.
2010 begann Peacock dann seine Profikarriere in der deutschen Basketball-Bundesliga bei den 46ers aus Gießen. Nach gutem Saisonstart rutschte man zur Mitte der Spielzeit an das Tabellenende und konnte nur mit einem Sieg Vorsprung den Klassenerhalt in der Basketball-Bundesliga 2010/11 sichern. Zur folgenden Spielzeit 2011/12 wechselte er gemeinsam mit seinem Gießener Mannschaftskameraden Anthony Smith zum Ligakonkurrenten Eisbären aus Bremerhaven, die es jedoch am Saisonende verpassten, zum dritten Mal in Folge den Einzug in die Play-offs um die deutsche Meisterschaft zu erreichen. Für die darauffolgende Spielzeit 2012/13 wurde Peacock dann von den Fraport Skyliners aus Frankfurt verpflichtet, die nach nur 14 Siegen in 34 Spielen auch nur den 14. Platz der Abschlusstabelle erreichten.
Zur Saison 2013/2014 wechselte Peacock nach Frankreich und unterschrieb dort einen Vertrag bei Stade Olympigue Maritime (SOMB) aus Boulogne-sur-Mer in der zweiten französischen Liga. Mit diesem Verein gewann er die Meisterschaft der LNB Pro B. Trotzdem wechselte er vom Aufsteiger innerhalb Frankreichs nach Cholet zum neuen Ligakonkurrenten, der sich in LNB Pro A 2014/15 in der um zwei auf 18 Mannschaften vergrößerten Liga auf dem 14. Platz gegenüber der Vorsaison nicht verbessern konnte und einen Platz verlor. Peacock hatte Cholet nach dem Jahreswechsel bereits vorzeitig verlassen und war in die zweite türkischen Liga zum Melikşah Üniversitesi SK aus Kayseri gewechselt, der aber in der ersten Play-off-Runde um den Aufstieg in die höchste Spielklasse ausschied und schließlich ein Jahr später nicht nur den Spielbetrieb, sondern gleich auch die namensgebende private Universität einstellte. Zu dieser Zeit spielte Peacock bereits wieder in Frankreich und war zur Saison 2015/16 zum Erstliga-Absteiger Jeunesse laïque Basket aus Bourg-en-Bresse gewechselt, der wie Peacocks frühere Mannschaft SOM Boulogne-sur-Mer nach nur einer Erstliga-Saison direkt wieder abgestiegen war. Die Play-offs am Saisonende um den zweiten, verbleibenden Aufstiegsplatz gewann JL Basket, verzichtete aber zunächst auf den Aufstieg, bevor man in der folgenden Saison den ersten Platz belegte und den direkten Aufstieg erreichte. Wie drei Jahre zuvor mit SOMB wurde Peacock zum Most Valuable Player (MVP) beim Meister der Pro B ernannt. Auch in der höheren Spielklasse gehörte Peacock nunmehr in der LNB Pro A 2017/18 zu den besten Spielern und wurde von einem französischen Fachportal zum „Joueur du mois“ (deutsch Spieler des Monats) von Oktober 2017 gewählt, bevor er auf dem Weg zu einer individuellen MVP-Auszeichnung von einem Pneumothorax im April 2018 gestoppt wurde, der auch die erstmalige Teilnahme an den Play-offs um die französische Meisterschaft des Erstliga-Rückkehrers in Frage stellt.